# Rabbi Levi
Rabbi Levi est un cratère d'impact lunaire situé dans l’hémisphère Sud de la face visible de la Lune, au sud-ouest de la Mare Nectaris. Il se trouve entouré de plusieurs cratères, Zagut au nord-ouest, Lindeneau au nord-est et Riccius au sud-est. Le contour du cratère Celsius est très érodé et irrégulier avec un cratère d'impact de son cratère satellite T. Le sol intérieur du cratère est recouvert de plusieurs cratères satellites A, L, D et M.
En 1935, l'Union astronomique internationale lui a attribué le nom de Rabbi Levi en l'honneur de l'astronome et mathématicien juif provençal Gersonide.
Par convention, les cratères satellites sont identifiés sur les cartes lunaires en plaçant la lettre sur le côté du point central du cratère qui est le plus proche de Rabbi Levi.
| Rabbi Levi | Latitude | Longitude | Diamètre |
| ---------- | -------- | --------- | -------- |
| A          | 34.3° S  | 22.7° E   | 12 km    |
| B          | 34.5° S  | 24.8° E   | 13 km    |
| C          | 34.3° S  | 27.0° E   | 20 km    |
| D          | 35.4° S  | 22.8° E   | 10 km    |
| E          | 36.7° S  | 22.1° E   | 35 km    |
| F          | 36.0° S  | 20.5° E   | 12 km    |
| G          | 36.9° S  | 22.0° E   | 12 km    |
| H          | 36.4° S  | 20.2° E   | 8 km     |
| J          | 37.6° S  | 22.7° E   | 7 km     |
| L          | 34.7° S  | 23.0° E   | 13 km    |
| M          | 35.2° S  | 23.2° E   | 11 km    |
| N          | 36.4° S  | 23.7° E   | 8 km     |
| O          | 35.7° S  | 25.1° E   | 7 km     |
| P          | 34.5° S  | 25.8° E   | 15 km    |
| Q          | 33.7° S  | 25.8° E   | 6 km     |
| R          | 33.6° S  | 28.2° E   | 12 km    |
| S          | 34.2° S  | 27.5° E   | 14 km    |
| T          | 36.2° S  | 22.4° E   | 10 km    |
| U          | 35.6° S  | 21.9° E   | 14 km    |